# 퍼즐 (2017년 영화)
퍼즐(Puzzle)은 대한민국에서 제작된 임진승 감독의 2017년 미스터리, 스릴러 영화이다. 지승현 등이 주연으로 출연하였고 강동석 등이 제작에 참여하였다.

## 출연

### 주연
- 지승현
- 이세미
- 강기영

### 조연
- 양도현
- 홍서백
- 방수형
- 원현준
- 구철호

## 제작진
- 제작PD: 손재복
- 제작실장: 이정환
- 제작부장: 황대중
- 제작부: 강문정
- 제작부: 오찬호
- 투자: 이민철
- 촬영부: 차정한
- 촬영부: 이용
- 촬영부: 정영훈
- 촬영부: 안동희
- 촬영부: 손승현
- 조명: 권성호
- 조명부: 임용원
- 조명부: 김치국
- 조명부: 김백민
- 조명부: 오태호
- 조명부: 양현규
- 연출부: 유예진
- 스크립터: 김민서
- 조감독: 안용주
- 조감독: 안영석
- 동시녹음: 윤상일
- 녹음: 양지선
- 사운드: 나준택
- 음악지원: 혜래
- 음악지원: 박상철
- 작곡: 혜래
- 노래: 혜래
- 노래: Joni Apple
- 미술: 김지민
- 미술팀: 양미경
- 미술팀장: 현숙
- 특수분장: 피대성
- 특수분장: 조형준
- 특수분장: 정유슬
- 특수분장: 정재원
- 특수소품: 조형준
- 특수소품: 정유슬
- 특수소품: 정재원
- 시각효과: 박견배
- 타이틀: 정인식
- -무술팀: 이동민
- -무술팀: 정택호
- -무술팀: 박태강
- -무술팀: 임왕섭
- -무술팀: 이학렬
- -무술팀: 권혁석
- -무술: 김원진
- 배급: 이진
- 데이터매니저: 이소정
- 발전차: 남민
- 의상실장: 양희화
- 의상팀장: 이지현
- 분장실장: 정미경
- 분장팀장: 이영화
- 특수분장팀장: 설하운
- 특수소품팀장: 설하운
- 현장사진: 조재영
- 캐스팅지원: 김주환
- 캐스팅지원: 허근석
- 캐스팅지원: 차태영
- 캐스팅지원: 우경권
- 캐스팅지원: 곽형섭
- 마케팅홍보: 안기남
- 마케팅홍보: 강성용
- 마케팅홍보: 박주영
- 마케팅홍보: 노익성
- 예고편: 조용주
- 차량대여: 전범기
- 포스터사진: 최보라
- 발전기사: 탁민
- 매니저부문: 임정대
- 매니저부문: 박인혁
- 매니저부문: 김준영
- 매니저부문: 김현성
- 매니저부문: 이재민
- 매니저부문: 권혁성
- 매니저부문: 유형석
- 매니저부문: 성현수
- 매니저부문: 정세연
- 매니저부문: 김장원
- 매니저부문: 정소은
- 매니저부문: 이정우